# Động đất Niigata 1964
Động đất Niigata 1964 (新潟地震) là trận động đất xảy ra lúc 13:01 (JST), ngày 16 tháng 6 năm 1964. Trận động đất có cường độ 7,6 richter. Tâm chấn độ sâu khoảng 34 km, nằm ngoài khơi bờ biển tỉnh Niigata. Trận động đất đã gây ra thiệt hại quy mô lớn, có nơi sóng thần cao đến 6 m. Hậu quả trận động đất đã làm 26 người chết, 447 người bị thương.